# Legio VI Ferrata
Die Legio VI Ferrata (deutsch „die Eiserne“) war eine äußerst traditionsreiche Legion der römischen Armee, die von 52 v. Chr. bis um 260 bestand. Wie fast alle caesarischen Legionen hatte auch die VI Ferrata einen Stier als Emblem. Manchmal wurde auch das bekannte Motiv der Kapitolinischen Wölfin mit den Zwillingen Romulus und Remus verwendet.

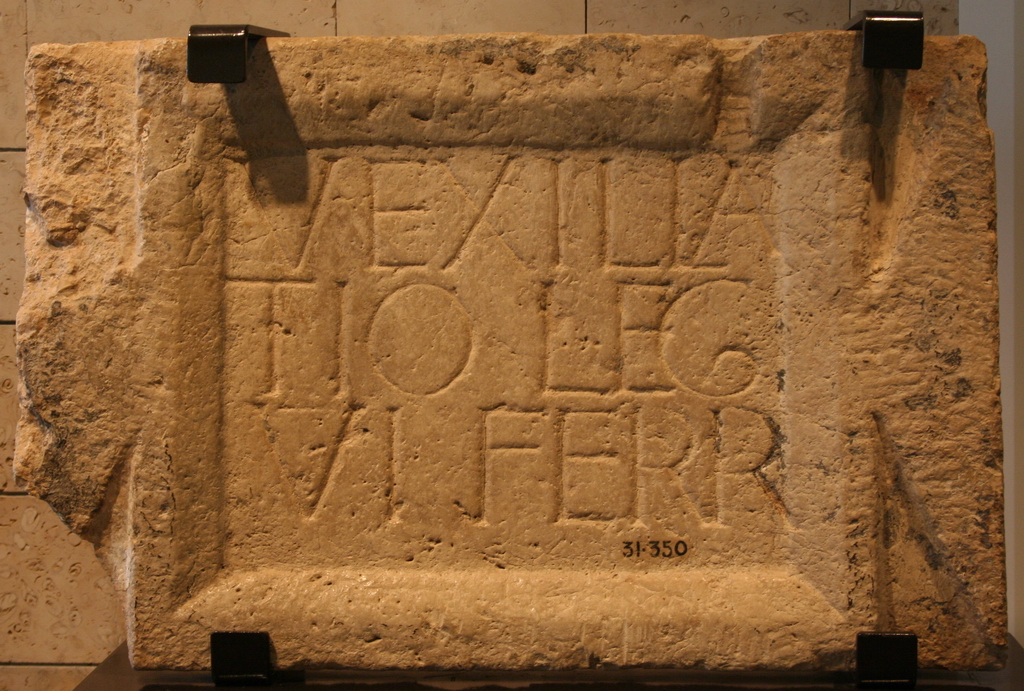
Bauinschrift einer Vexillation der Legio VI Ferrata aus Bet Guwrin

## Geschichte der Legion

### Republik
Die Anfänge dieser Legion sind im Gallischen Krieg zu suchen. Gaius Iulius Caesar hob sie in der Provinz Gallia Cisalpina aus und setzte sie zunächst bei der Schlacht um Alesia gegen Vercingetorix ein. 51 v. Chr. wurde sie ausgesandt, um die aufständischen Karnuten an der unteren Loire zu bekämpfen. Dann sicherte sie die Gegend um Orléans.
Während des Bürgerkrieges zwischen Caesar und Pompeius war die Ferrata eine der wichtigsten Stützen Caesars im Kampf um die Macht; sie war extrem mobil und bei fast allen wichtigen Schlachten präsent: Im Sommer 49 v. Chr. schlug sie in Spanien Anhänger des Pompeius in der Schlacht bei Ilerda. Im Frühjahr 48 v. Chr. war sie in Nordgriechenland stationiert und kämpfte in der Schlacht von Dyrrhachium. Im August desselben Jahres kämpfte sie bei der wichtigen Schlacht von Pharsalus, zog mit Caesar nach Alexandria und entschied die Schlacht bei Zela in Pontos (47 v. Chr.). Dann verlegte Caesar die Legion nach Italien und siedelte die Veteranen in Colonia Iulia Paterna Arelatensium Sextanorum („die ehrwürdige julische Kolonie von Arles der Soldaten der Sechsten Legion“, heute Arles) an. Die Legion diente jedoch weiter und war u. a. bei der Schlacht von Munda im Jahre 45 v. Chr. präsent. Die Legion erhielt den Namen Ferrata im Bürgerkrieg, möglicherweise bereits unter Caesar. Der Name deutet auf eine besondere eiserne Schutzkleidung hin.
Nach Caesars Tod wurde die Legion von dem hohen Militär Lepidus wieder hergestellt und dem Kommando des Marcus Antonius unterstellt. Nachdem sie im Jahr 42 v. Chr. bei Philippi die Truppen der Caesarenmörder Brutus und Cassius besiegt hatte, wurden Veteranen in Benevent angesiedelt. Die Legion wurde nach Judäa verlegt, wo sie König Herodes den Großen an die Macht brachte (37 v. Chr.). Im folgenden Jahr nahm sie an einem Feldzug gegen die Parther teil, der jedoch desaströs endete. Die Legionäre der Sechsten konnten froh sein, lebendig das verbündete Armenien zu erreichen. Als Antonius im Bürgerkrieg mit Octavian stand, wurde die Ferrata nach Griechenland geschickt, wo sie jedoch wenig zu tun hatte. Die Legion kämpfte im Jahr 31 v. Chr. in der Seeschlacht bei Actium gegen Octavian.

### Julisch-claudische Dynastie
Nach Octavians Sieg wurde sie nach Laodicea ad Mare (Latakia) in der Provinz Syria verlegt, wo sie zusammen mit der Legio III Gallica, der Legio X Fretensis und der Legio XII Fulminata die Region sicherte. Diese vier Legionen nahmen an dem Feldzug unter Tiberius im Jahre 20 v. Chr. teil, durch den das römische Militär wieder an die 53 v. Chr. nach der Schlacht bei Carrhae von den Parthern erbeuteten Legionsstandarten gelangte. Der syrische Statthalter Publius Quinctilius Varus nutzte die Ferrata, um den jüdischen Aufstand von 4 v. Chr. niederzuschlagen. In den 20er Jahren übte Pacuvius, der Legat der Legio VI Ferrata, stellvertretend für Lucius Aelius Lamia mehrere Jahre das Amt des Statthalters von Syrien aus. Claudius (41–54) ließ im Jahr 45 n. Chr. für die Veteranen der vier syrischen Legionen (Legio III Gallica, Legio VI Ferrata, Legio X Fretensis und Legio XII Fulminata) die Colonia Claudii Cæsaris bei Ptolemais (Akkon) anlegen.
Im Jahr 54 verlegte Gnaeus Domitius Corbulo die Legionen III Gallica und VI Ferrata von Syrien nach Kappadokien an die armenische Grenze. Die Legionen wurden durch Rekrutierungen in der Region aufgefüllt. Die III Gallica, VI Ferrata und X Fretensis wurden im Jahr 58 von Corbulo bei seinem Feldzug gegen die Parther um die Kontrolle Armeniens eingesetzt. Die Städte Artaxata (58) und Tigranocerta (59) wurden erobert und König Trdat I. (Tiridates) wurde durch den römerfreundlichen Tigranes VI. ersetzt. Veteranen der Legion wurden im Jahr 60 von Nero bei Tarent angesiedelt. Im Jahr 62 folgten die Legionen III Gallica, VI Ferrata und X Fretensis Corbulo an den Euphrat, vermutlich nach Zeugma. Im Jahr 63 führte Corbulo die Legion auf einen weiteren Feldzug nach Armenien. Danach blieb sie dort einige Zeit lang stationiert, bevor sie wieder nach Syria zurückkehrte. Im Jahr 66 brach Gaius Cestius Gallus, der Statthalter von Syrien, mit der Legio XII Fulminata, Vexillationen der VI Ferrata und IIII Scythica sowie zahlreichen Auxiliartruppen aus Antiochia auf, um den judäischen Aufstand niederzukämpfen. Zunächst wurden einige Ortschaften gebrandschatzt, deren Bewohner vor ihm geflohen waren. Dann griff Cestius Gallus Jerusalem an, war jedoch gezwungen, die Belagerung abzubrechen und erlitt bei seinem fluchtartigen Rückzug große Verluste.

### Vierkaiserjahr und Flavische Dynastie
Im Bürgerkrieg des Jahres 69 (Vierkaiserjahr) schlug sich die Ferrata auf die Seite des Gewinners Vespasian, nahm aber nicht wirklich am Kampf teil, obwohl sie mit den anderen Legionen des Ostens, auf Rom zumarschierte. Es ist sicher, dass zumindest eine Vexillation Italien erreichte. Ein großer Teil der Legion wurde von Gaius Licinius Mucianus in Moesia an der Donau gegen einen Einfall der Daker eingesetzt.
Die Legio VI Ferrata löste um das Jahr 70 die Legio XII Fulminata in Raphaneia ab. Um 72/73 n. Chr. wurde die Legion vom syrischen Statthalter Lucius Iunius Caesennius Paetus zur Besetzung Kommagenes eingesetzt und in der neuerrichteten Provinz nach Samosata (Samsat) an den Euphrat verlegt um die Provinz zu sichern. Um 75 n. Chr. wurden Vexillationen der Legio XVI Flavia Firma, Legio IIII Scythica, Legio III Gallica und der Legio VI Ferrata zu Kanal- und Brückenbauarbeiten bei Antiochia eingesetzt.

### Adoptivkaiser und Antoninische Dynastie
Unter Trajan (98–117) nahm eine Vexillation am ersten Dakerkrieg teil und errichtete um 102 n. Chr. bei Sarmizegetusa ein Lager. Die Legionen VI Ferrata und III Cyrenaica nahmen im Jahr 106 an der Annexion des Nabatäerreiches teil, dessen bereits romanisierte Bevölkerung kaum Widerstand leistete. In der Provinzhauptstadt Bosra hatte die Legion ihr Hauptlager, während Detachements in Gerasa und Gadara (Umm Qais) stationiert waren und die neugegründete Provinz Arabia Petraea sicherten. Die Legion nahm unter ihrem Legaten Gaius Bruttius Praesens an Trajans Partherkrieg in Armenien (114), Mesopotamien (115) und Babylonien (116) teil. Trajans Nachfolger Hadrian (117–138) erkannte jedoch, dass sich diese Gebiete nicht halten ließen und zog 118 alle militärischen Kräfte wieder zurück.

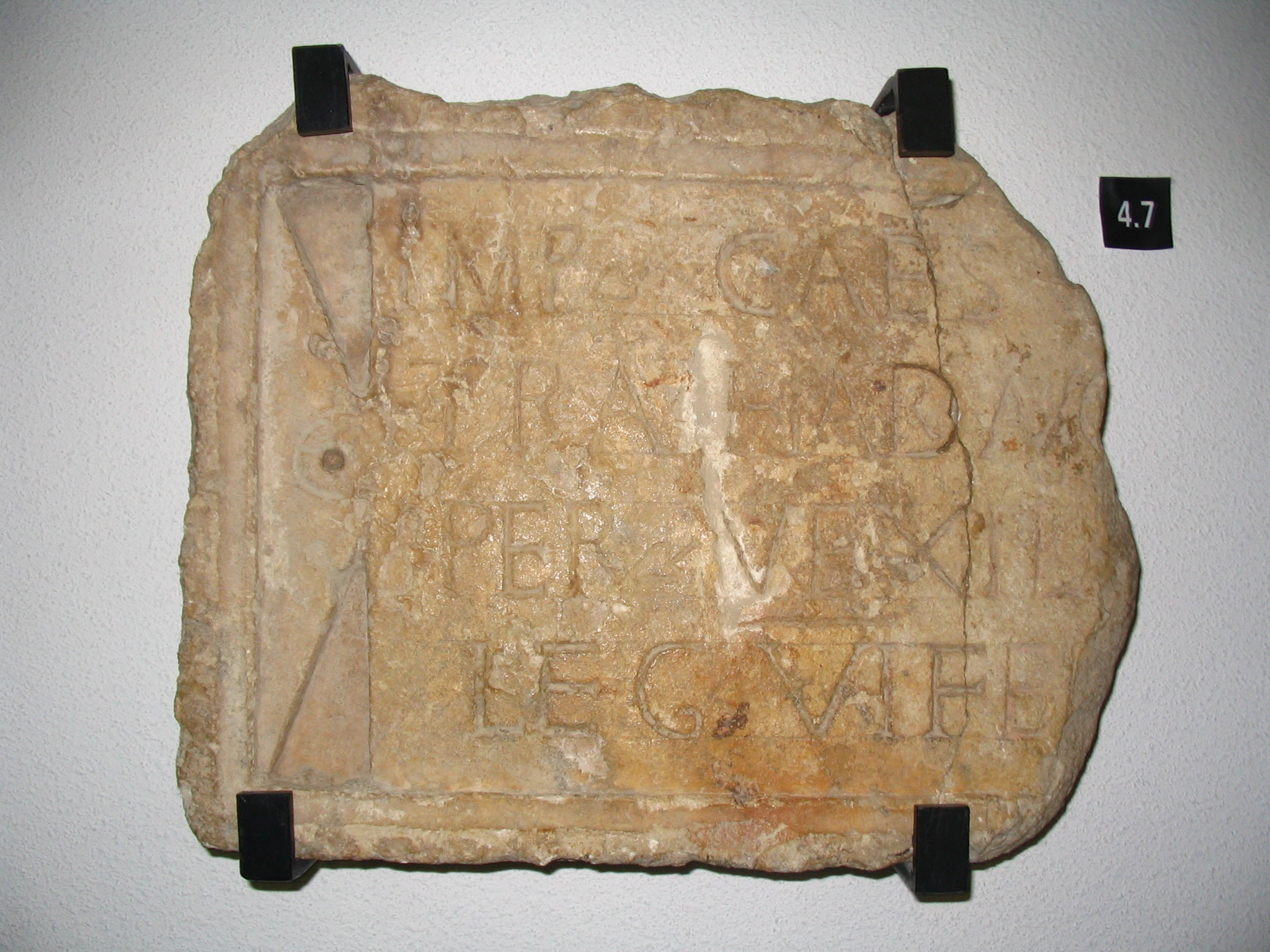
Bauinschrift des von Hadrian durch eine Vexillation der Legio VI Ferrata erbauten Aquädukts von Caesaraea
IMP(erator) CAES[AR] TRA(ianus) HAD(rianus) AVG(ustus) PER VEXIL(lationem) LEG(ionis) VI FE[R(ratae)

Um 123 wurde die VI Ferrata von der III Cyrenaica in Bosra abgelöst und kehrte nach Iudaea zurück. Sie löste die Legio II Traiana fortis in Caparcotna (Kefar 'Otnay) in Galiläa ab. Sie blieb dort lange stationiert und verewigte sich dadurch, dass ihr Standlager in der Nähe von Megiddo möglicherweise nur noch legio genannt wurde und heute immer noch als „el-Lejjun“ bekannt ist. Vexillationen wurden bei Tiberias, Mount Hazon, Tel Shalem, Kefar Hananyah und weiteren Orten stationiert. Unter Kaiser Hadrian waren Vexillationen der X Fretensis, II Traiana, III Cyrenaica und der Legio VI Ferrata mit dem Bau des Aquädukts der Colonia Prima Flavia Augusta Caesariensis bei Caesarea Maritima beschäftigt.
Ihren nächsten Einsatz fand die Legion bei der Niederschlagung der jüdischen Revolte unter Bar Kochba (132–136). Vermutlich siedelte Hadrian Veteranen der Legio VI Ferrata in der Colonia Aelia Capitolina (Jerusalem) an. Unter Antoninus Pius (138–161) baute eine Vexillation der Ferrata im Jahr 145 in Numidia (Algerien und Tunesien) eine Straße. Um das Jahr 150 war der Name des Standlagers Caparcotna zum Legionsnamen der Legio VI Ferrata Caparcotna geworden. Im Partherkrieg des Lucius Verus (162–165) kämpfte sie wieder gegen das Partherreich und war vielleicht an der Eroberung der parthischen Hauptstadt Ktesiphon beteiligt. Lucius Artorius Castus, den manche mit König Artus identifizieren, war um 170 Centurio der Legio VI Ferrata.

### Zweites Vierkaiserjahr und Severer
Im Zweiten Vierkaiserjahr stellte sich die Ferrata nach der Ermordung des Pertinax (193) hinter Septimius Severus (193–211) und kämpfte gegen dessen Rivalen Pescennius Niger (193–194). Die genauen Hintergründe für die Verleihung des Ehrentitels Fidelis Constans (treu und standhaft) sind nicht bekannt; eine Interpretation wäre, dass es sich bei dem Konflikt zwischen Juden und Samaritern (195) tatsächlich um eine Variante des Bürgerkriegs handelte. Der Titel deutet auf eine Belagerung hin; möglicherweise wurde die Ferrata zeitweilig von der Legio X Fretensis eingeschlossen. Nach anderer Meinung erhielt die Legion den Titel, weil sie vor der entscheidenden Schlacht bei Issos 194 von Pescennius Niger zu Septimius Severus übergelaufen war oder sich in Septimius' Partherkrieg 198/199 auszeichnete. Zu einem unbekannten Zeitpunkt wurde der Legion der zusätzliche Titel Felix (die Glückliche) verliehen.
Unter den Kaisern Caracalla (211–217) und/oder Elagabal (218–222) trug die Legion den Namen Legio VI Ferrata Fidelis Constans Antoniniana. Nach Elagabals damnatio memoriae wurde der Beiname Antoniniana nicht mehr geführt. Im Jahre 215 befand sich die Legion sicher noch in Syria Palaestina. Womöglich verlegte Severus Alexander (222–235) sie nach Syria Phoenice.

### Soldatenkaiser und Spätantike
Philippus Arabs (244–249) ließ Münzen zu Ehren der Legion prägen. Wahrscheinlich wurde die Legion im Jahr 260 bei dem katastrophalen Feldzug Valerians gegen die Sassaniden in der Schlacht von Edessa zerschlagen. Die zahlreichen gefangen genommenen Legionäre mussten bis an ihr Lebensende Zwangsarbeit für die Sassaniden leisten und z. B. die Brücken bei Schuschtar (Band-e Kaisar) und Bischapur bauen.
Nach anderer Meinung bestand die Legion fort und war möglicherweise im 4. Jahrhundert in dem um 300 erbauten Lager Adrou (Udruh) stationiert. Um das Jahr 400 wurde die Legion in der Notitia Dignitatum jedenfalls nicht mehr genannt.